# Апрелково (Нерчинский район)
Апрелково — железнодорожная станция (населённый пункт) в Нерчинском районе Забайкальского края России. Входит в состав сельского поселения «Бишигинское».

## География
Станция находится в юго-западной части района, на левом берегу реки Шилки, при Забайкальской железной дороге, на расстоянии примерно 19 километров (по прямой) к юго-западу от города Нерчинска.
Климат
Климат характеризуется как резко континентальный, с продолжительной холодной зимой. Средняя температура самого тёплого месяца (июля) составляет 18 — 20 °С (абсолютный максимум — 38 °С). Средняя температура самого холодного месяца (января) — −28 — −30 °С (абсолютный минимум — −54 °С). Годовое количество осадков — 300—350 мм. Продолжительность безморозного периода составляет 100—110 дней.
Часовой пояс
Апрелково находится в часовой зоне МСК+6. Смещение применяемого времени относительно UTC составляет +9:00.

## История
Основано в период между 1680 и 1700 годами и первоначально называлось Сальниково. В 1775 году население было приписано к Нерчинскому сереброплавильному заводу. С 1851 года жители переведены в казачье сословие. Железнодорожная станция была построена в 1901 году. В 1930 году, в ходе коллективизации, был организован колхоз «3-й год пятилетки».

## Население
| 2010 | 2021 |
| ---- | ---- |
| 88   | ↘86  |

Половой состав
По данным Всероссийской переписи населения 2010 года в гендерной структуре населения мужчины составляли 54,5 %, женщины — соответственно 45,5 %.
Национальный состав
Согласно результатам переписи 2002 года, в национальной структуре населения русские составляли 99 % из 91 чел.

## Улицы
Уличная сеть населённого пункта состоит из двух улиц:
- ул. Набережная
- ул. Путейская